# Élections législatives luxembourgeoises de 1945
Les élections législatives de 1945 (en luxembourgeois : Chamberwale vum 21. Oktober 1945 et en allemand : Kammerwahl vom 21. Oktober 1945) ont eu lieu le 21 octobre 1945 afin de désigner les cinquante-et-un députés de la législature 1945-1948 de la Chambre des députés du Luxembourg.
Ce sont les premières élections tenues après l'occupation allemande du Luxembourg pendant la Seconde Guerre mondiale. La guerre avait mis fin aux alliances politiques de l'entre-deux-guerres. De nouveaux partis sont fondés : le Parti populaire chrétien-social (CSV), le Parti ouvrier socialiste luxembourgeois (LSAP) et le Groupement patriotique et démocratique (GPD) pour remplacer les partis disparus à l'instar du Parti de la droite (RP), le Parti ouvrier (PO) et le Parti radical-libéral (PRL). Cette élection de réalignement (en) a établi un rapport de force entre les partis politiques qui s'est maintenu jusqu'en 1974.
Le parti conservateur demeure la faction dominante, et le chef de file du Parti populaire chrétien-social, Pierre Dupong, est reconduit à la tête du gouvernement. L'élection est également un succès pour les candidats libéraux et communistes, le Groupement patriotique et démocratique et le Parti communiste remporte quatre sièges de plus que lors des dernières élections avant la guerre. Pour rétablir une stabilité politique, La Grande-Duchesse Charlotte demande à Pierre Dupong de former une coalition plus large que celle du gouvernement précédent. Le gouvernement d'Union nationale qui en résulte englobe des membres des quatre principaux partis politiques et inclut un indépendant, ceci permet ainsi de garantir le soutien de l'ensemble de la Chambre des députés. Le gouvernement reste en place jusqu'en 1947.

## Organisation

### Mode de scrutin
| Circonscriptions    | Députés | Carte                     |
| ------------------- | ------- | ------------------------- |
| Sud                 | 20      | \| Sud Est Centre Nord \| |
| Est                 | 6       | \| Sud Est Centre Nord \| |
| Centre              | 15      | \| Sud Est Centre Nord \| |
| Nord                | 10      | \| Sud Est Centre Nord \| |
|                     |         |                           |
| Total               | 51      |                           |
| Sud Est Centre Nord |         |                           |

Le Luxembourg est doté d'un parlement monocameral, la Chambre des députés dont les 60 membres sont élus au scrutin proportionnel plurinominal de liste avec possibilité d'un panachage et d'un vote préférentiel. La répartition des sièges est faite selon la méthode Hagenbach-Bishoff dans quatre circonscriptions plurinominales — Sud, Centre, Nord et Est — dotées respectivement de 20, 6, 10 et 10 députés. Il n'est pas fait recours à un seuil électoral.

### Calendrier
C'est l’arrêté grand-ducal du 24 septembre 1945, portant convocation des collèges électoraux de toutes les circonscriptions qui fixe la date des opérations électorales au 21 octobre 1945.

## Résultats

### Résultats nationaux
|                          |                                                |           |       |       |        |     |  |  |  |  |  |  |  |  |
| Partis                   | Partis                                         | Voix      | %     | +/-   | Sièges | +/- |  |  |  |  |  |  |  |  |
|                          | Parti populaire chrétien-social (CSV)          | 907 601   | 41,42 | 41,42 | 25     | 25  |  |  |  |  |  |  |  |  |
|                          | Parti ouvrier socialiste luxembourgeois (LSAP) | 569 025   | 25,97 | 25,97 | 11     | 11  |  |  |  |  |  |  |  |  |
|                          | Groupement patriotique et démocratique (GPD)   | 366 860   | 16,74 | 16,74 | 9      | 9   |  |  |  |  |  |  |  |  |
|                          | Parti communiste luxembourgeois (KPL)          | 295 701   | 13,49 | 13,49 | 5      | 5   |  |  |  |  |  |  |  |  |
|                          | Indépendants de la Moselle                     | 13 977    | 0,64  | 0,64  | 1      | 1   |  |  |  |  |  |  |  |  |
|                          | Parti libéral                                  | 36 321    | 1,66  | 1,66  | 0      | Nv. |  |  |  |  |  |  |  |  |
|                          | Candidat unique                                | 2 015     | 0,09  | 0,09  | 0      | Nv. |  |  |  |  |  |  |  |  |
| Total des voix           | Total des voix                                 | 2 191 500 | 100   |       |        |     |  |  |  |  |  |  |  |  |
|                          |                                                |           |       |       |        |     |  |  |  |  |  |  |  |  |
| Votes valides            | Votes valides                                  | 153 596   | 96,55 |       |        |     |  |  |  |  |  |  |  |  |
| Votes blancs et nuls     | Votes blancs et nuls                           | 5 487     | 3,45  |       |        |     |  |  |  |  |  |  |  |  |
| Total                    | Total                                          | 159 083   | 100   | -     | 51     | 4   |  |  |  |  |  |  |  |  |
| Abstentions              |                                                |           |       |       |        |     |  |  |  |  |  |  |  |  |
| Inscrits / Participation |                                                |           |       |       |        |     |  |  |  |  |  |  |  |  |

### Résultats par circonscription
| Circonscriptions         | Circonscriptions           | Sud       | Sud       | Sud    | Sud    | Est     | Est     | Est    | Est    | Centre  | Centre  | Centre | Centre        | Nord    | Nord    | Nord   | Nord   |
| ------------------------ | -------------------------- | --------- | --------- | ------ | ------ | ------- | ------- | ------ | ------ | ------- | ------- | ------ | ------------- | ------- | ------- | ------ | ------ |
|                          |                            |           |           |        |        |         |         |        |        |         |         |        |               |         |         |        |        |
| Sièges                   | Sièges                     | 20        | 20        | 20     | 2      | 6       | 6       | 6      | 1      | 15      | 15      | 15     | en stagnation | 10      | 10      | 10     | 1      |
|                          |                            |           |           |        |        |         |         |        |        |         |         |        |               |         |         |        |        |
|                          |                            | Nombre    | Nombre    | %      | %      | Nombre  | Nombre  | %      | %      | Nombre  | Nombre  | %      | %             | Nombre  | Nombre  | %      | %      |
| Total des voix           | Total des voix             | 1 098 165 | 1 098 165 | 100,00 | 100,00 | 110 048 | 110 048 | 100,00 | 100,00 | 685 316 | 685 316 | 100,00 | 100,00        | 295 956 | 295 956 | 100,00 | 100,00 |
| Valides                  | Valides                    | 56 664    | 56 664    | 97,28  | 97,28  | 19 011  | 19 011  | 95,99  | 95,99  | 47 466  | 47 466  | 96,12  | 96,12         | 30 455  | 30 455  | 96,23  | 96,23  |
| Blancs et nuls           | Blancs et nuls             | 1 585     | 1 585     | 2,72   | 2,72   | 794     | 794     | 4,01   | 4,01   | 1 914   | 1 914   | 3,88   | 3,88          | 1 194   | 1 194   | 3,77   | 3,77   |
| Votants                  | Votants                    | 58 249    | 58 249    | 100,00 | 100,00 | 19 805  | 19 805  | 100,00 | 100,00 | 49 380  | 49 380  | 100,00 | 100,00        | 31 649  | 31 649  | 100,00 | 100,00 |
| Abstentions              |                            |           |           |        |        |         |         |        |        |         |         |        |               |         |         |        |        |
| Inscrits / Participation |                            |           |           |        |        |         |         |        |        |         |         |        |               |         |         |        |        |
|                          |                            |           |           |        |        |         |         |        |        |         |         |        |               |         |         |        |        |
| Partis                   | Partis                     | Voix      | %         | Sièges | +/−    | Voix    | %       | Sièges | +/−    | Voix    | %       | Sièges | +/−           | Voix    | %       | Sièges | +/−    |
|                          | CSV                        | 389 324   | 35,45     | 8      | 8      | 64 045  | 58,20   | 4      | 4      | 273 754 | 39,95   | 6      | 6             | 180 478 | 60,98   | 7      | 7      |
|                          | LSAP                       | 335 745   | 30,57     | 6      | 6      | 7 988   | 7,26    | 0      | Nv     | 177 051 | 25,84   | 4      | 4             | 48 241  | 16,30   | 1      | 1      |
|                          | GPD                        | 109 156   | 9,94      | 2      | 2      | 21 535  | 19,57   | 1      | 1      | 177 801 | 25,95   | 4      | 4             | 58 368  | 19,72   | 2      | 2      |
|                          | KPL                        | 227 619   | 20,73     | 4      | 4      | 2 503   | 2,27    | 0      | Nv     | 56 710  | 8,28    | 1      | 1             | 8 869   | 3,00    | 0      | Nv     |
|                          | Indépendants de la Moselle |           |           |        |        | 13 977  | 12,70   | 1      | 1      |         |         |        |               |         |         |        |        |
|                          | Parti libéral              | 36 321    | 3,31      | 0      | Nv     |         |         |        |        |         |         |        |               |         |         |        |        |
|                          | Candidat unique            |           |           |        |        |         |         |        |        | 2 015   | 0,29    | 0      | Nv            |         |         |        |        |

### Composition de la Chambre des députés
| Sud | Est | Centre | Nord |
| --- | --- | --- | --- |
| 1. Nicolas Biever (LSAP) 2. Mathias Clemens (LSAP) 3. Émile Colling (CSV) 4. Pierre Dupong (CSV) 5. Jean Fohrmann (LSAP) 6. Ferdinand Frieden (GPD) 7. Pierre Gansen (LSAP) 8. Joseph Grandgenet (KPL) 9. Aloyse Hentgen (CSV) 10. Léon Kinsch (CSV) 11. Nicolas Kremer (GPD) 12. Pierre Krier (LSAP) 13. Joseph Lommel (CSV) 14. Nicolas Margue (CSV) 15. Denis Netgen (LSAP) 16. Jean-Baptiste Rock (CSV) 17. Nicolas Schumacher (KPL) 18. Dominique Urbany (KPL) 19. Arthur Useldinger (KPL) 20. Nicolas Wirtgen (CSV) | 1. Joseph Bech (CSV) 2. Othon Decker (Ind. de la Moselle) 3. Aloyse Duhr (CSV) 4. Robert Schaffner (GPD) 5. Guillaume Speck (CSV) 6. Nicolas Thill (CSV) | 1. Jean-Pierre Bauer (LSAP) 2. Tony Biever (CSV) 3. Victor Bodson (LSAP) 4. Gaston Diderich (GPD) 5. Pierre Frieden (CSV) 6. Émile Hamilius (GPD) 7. Gustave Jacquemart (GPD) 8. Camille Kasel (CSV) 9. Jean-Pierre Kohner (LSAP) 10. Guillaume Konsbruck (CSV) 11. Fernand Loesch (CSV) 12. François Neu (LSAP) 13. Eugène Schaus (GPD) 14. Lambert Schaus (CSV) 15. Fritz Schneider (KPL) | 1. Victor Abens (LSAP) 2. Auguste Delaporte (CSV) 3. Henri Gengler (CSV) 4. Nicolas Mathieu (GPD) 5. Émile Reuter (CSV) 6. Alphonse Schiltges (CSV) 7. Tony Schmit (CSV) 8. Joseph Simon (CSV) 9. Georges Wagner (CSV) 10. Jean-Pierre Wenkin (GPD) |